# Salvador Cardelli Filho
Salvador Cardelli Filho (São Paulo, 17 de fevereiro de 1929 — data de morte desconhecida) foi um futebolista brasileiro que atuava como zagueiro.

## Carreira
Salvador começou a carreira no Palmeiras em 1949, fazendo sua estreia em uma vitória por 4 a 1 contra o Olímpia de São Paulo. Nos anos seguintes foi muito importante para a conquista das Cinco Coroas, cinco títulos vencidos consecutivamente entre 1950 e 1951, contando com a Copa Rio, em que Salvador jogou seis das sete partidas do Palmeiras. Fez sua última partida pelo clube em março de 1954 e depois disso não existem registros da sequência de sua carreira.

## Títulos
Palmeiras
- Copa Rio: 1951
- Torneio Rio-São Paulo: 1951
- Campeonato Paulista: 1950
- Taça Cidade de São Paulo: 1950 e 1951